# Санчес Коэльо, Алонсо
Ало́нсо Са́нчес Коэ́льо (исп. Alonso Sánchez Coello; 1531[…], Бенифайро-де-лес-Вальс — 8 августа 1588[…], Мадрид) — испанский художник-портретист, работал при дворе Филиппа II.

## Биография
Родился в валенсийском городе Бенифайро в начале 1530-х годов. Его детство прошло в Португалии. Португальский король Жуан III узнал о способностях юноши к живописи и отправил его во Фландрию для совершенствования в искусствах. 
Во Фландрии Санчес Коэльо жил несколько лет в доме кардинала Гранвелы, покровителя художника Антониса Мора, и стал учеником последнего.
В 1550 году Санчес Коэльо вернулся в Португалию, ко двору короля Жуана III, где работал несколько лет. Когда Мор по дипломатическим поручениям приезжал в Лиссабон, он общался со своим учеником.
В 1555 году Санчес Коэльо перебрался в Испанию. При дворе Филиппа II он продолжил обучаться у Мора. После того как тот по невыясненным причинам стремительно покинул Мадрид, придворным художником короля назначали Санчеса Коэльо.
До своей смерти в 1588 году он оставался в этой должности, пользуясь благосклонностью короля и вниманием аристократии. Король был крёстным отцом двух из семи его детей. Его пост унаследовал его ученик Хуан Пантоха де ла Крус.

## Творчество
Хотя Санчес Коэльо писал и религиозные картины, многие из которых хранятся в Эскориале, большой художественной ценности они не имеют. Зато его портретное творчество достаточно важно.
Он оставил изображения короля Филиппа II, его детей инфант Изабеллы Клары Эухении и Катарины Микаэлы, дона Карлоса, других членов семьи, знати.
Коэльо в настоящее время считается автором портрета неизвестной женщины (Дама в меховой накидке), ранее приписываемой Эль Греко. Вероятной моделью для картины называется инфанта Катарина Микаэла. 

### Стиль
Сферой работы Санчеса Коэльо был официальный портрет. Он работал в канонах испанского придворного портрета, которые начали складываться благодаря Антонису Мору, когда тот работал для испанского короля.
Санчес Коэльо, используя сдержанный подход к модели, шёл по стопам своего фламандского учителя, заимствуя у него формальные приёмы: статика, детализация и тщательность, неприкрашенная трактовка лица представителей династии Габсбургов, никогда не славившейся своей красотой. Отличия вызваны особенностями самого художника: он был не так твёрд в рисунке и не был пластически точен при передаче объёмов. Но эти недостатки трансформируются в его полотнах и становятся эстетической ценностью.
Санчес Коэльо нежно и тонко передавал градации света. Практически избегал углубляться в светотень. Испанские искусствоведы называют его «мастером серого цвета» — он отлично владел гаммой серых и серебристых тонов. Это придаёт его полотнам изысканность и элегантность, и вызванная этими качествами едва заметная идеализация уменьшает реалистическую суровость и физиологичность его образов. Одна из величайших находок в испанской живописи — это выработанное им обыкновение использовать нейтральный серый фон в портретах (вместо пейзажных и интерьерных фонов, принятых в итальянских ренессансных портретах).
Он выработал канон испанского придворного портрета: статичность, нейтральный фон, позирование модели, тщательность в деталях костюма, реалистичная передача внешности и физиологических особенностей лиц (без идеализации).
Его ученик Хуан Пантоха де ла Крус сделал этот канон ещё более формализированным.